# クランクシャフト

クランクシャフト（赤色）。
内燃機関などでは ピストンの往復運動を回転力に変え、圧縮機などでは逆に回転力を往復運動へ変換する。図は直列4気筒の例。

クランクシャフト（英: crankshaft）は、クランク機構によって駆動されるシャフト（軸）である。一連のクランクと、エンジンのコネクティングロッドが連結されたクランクピンから成る。ピストンの往復運動を回転力に変えるための軸。曲軸、曲柄軸、クランク軸、エンジンの主軸となる屈曲軸。自動車エンジンの例では、現在、世界のほとんどのメーカーがクランクシャフトの回転方向を『出力軸側から見て反時計回り』としている（右のアニメーションはそれとは逆）。
クランクシャフトが文献に現れるのはアル＝ジャザリの1206年の著作が最古である。

## 概要
エンジン側の軸受に保持されている軸の部分をクランクジャーナルといい、ピストンのコネクティングロッドとつながっている所をクランクピン、その2つをつなぐ部分をクランクアームと言う。
ピストンおよびコンロッドの運動により生じる慣性力を軽減するためのバランスウエイトがつけられている。近代的なエンジンではクランクアームとバランスウェイトが一体化して板状のクランクウェブを形成している。このバランスウエイトはカウンターウエイトとも呼ばれ、クランクピンの両側にカウンターウエイトが装着されているものをフルカウンターウエイト、片側にのみ装着されるものをセミカウンターウェイトと呼ぶ。一般的にはフルカウンターの方がクランクの振動低減と高出力化に有利とされているが、製造コストが掛かり重量も重くなりがちなため、市販車両に採用する場合にはエンジンの気筒数によるエンジンの振動特性の違いや、後述のバランサーシャフトとの併用も考慮しながら用途と出力に応じた形式が採用される。
一般的には前述のバランスウエイトと共にバランサーシャフトが用いられることが多いが、アメリカ車で主流であった90度バンクV型8気筒エンジンでは振動をバランスさせるために4気筒分のクランクピンを90度位相で配置するクロスプレーンと呼ばれるクランクシャフトが用いられてきた。近年では一部のオートバイ用直列4気筒でも不等間隔点火順序と併用してこのクロスプレーンが採用されている。こちらは振動の軽減というよりも、より高出力を得るためにこのような形式が用いられている。
水車、風車、プレス機、レシプロ式圧縮機、ミシンではこの変換を逆に利用し、自然エネルギーや電動機などでクランク軸を回転させ、必要なストロークの往復運動を得ている。